# アリー・カー
アリー・カー（Ally Kerr）は、スコットランド・グラスゴー出身のシンガーソングライター、作曲家。

## 略歴
スペインのレーベル・Elefant Recordsから、2002年に7インチレコード「Midst Of The Storm」をリリース。2004年、アルバム「Calling Out To You」をクインスレコードからリリース（日本のみ）。2005年、アルバム「Calling Out To You」を、イギリスのNeon Tetra Recordsからリリース。2008年にアルバム「Off The Radar」を、2013年にアルバム「Viva Melodia」、2019年に「Upgrade Me」をMuch Obliged Recordsからリリース（日本はUltra Vybe）。2020年には、インストゥルメンタルアルバム「Soundtracks」をオンラインリリースした。
アルバム「Calling Out To You」の曲「The Sore Feet Song」はフジテレビ系列のテレビアニメ『蟲師』のテーマソングとして使われ、2005年には同曲と増田俊郎作曲の「蟲宴」をカップリングしたシングル「蟲師」が、2006年には同曲と増田俊郎作曲のアニメ各話のエンディング曲などをまとめたアルバム「蟲音」がマーベラスエンターテイメント（現：マーベラス）よりリリースされている。
また、曲「Upgrade Me」が、フジテレビ系列のリアリティ番組「テラスハウス（TERRACE HOUSE TOKYO 2019-2020）」の28話で挿入歌として使用された。

## ディスコグラフィー

### アルバム
- Calling Out To You（2004年）
- Off The Radar（2008年）
- Viva Melodia（2013年）
- Upgrade Me (2019年）
- Soundtracks (2020年）

### シングル
- Midst Of The Storm（2002年）
- Could Have Been A Contender（2007年）
- There's A World（2008年）
- Amorino（2008年）
- Man's Man（2013年）

## 出演番組
- 世界ふれあい街歩き（2014年10月14日放送 グラスゴー／イギリス）